# جنگ ایران و عثمانی (۱۷۳۵–۱۷۳۰)
جنگ ایران و عثمانی در میانه سال‌های ۱۷۳۰ تا ۱۷۳۵ میلادی برابر با ۱۱۰۸ تا ۱۱۱۳ هجری خورشیدی، میان دولت‌های صفوی و عثمانی روی داد. پس از آن‌که عثمانی نتوانست با حمایتش سلطنت هوتکیان را در ایران نگاه دارد، مناطق غرب ایران که توسط سلسله هوتکی به عثمانیان اعطا شده بود، مجدداً در خطر باز پس‌گیری به وسیله کشور تازه احیا شده ایران قرار گرفت. فرمانده نیرومند صفوی، نادر، به عثمانی‌ها دستور داد تا عقب‌نشینی کنند که عثمانی‌ها نادیده گرفتند و در نتیجه مجموعه ای از نبردهای دنباله داری که طرفین هرکدام در پی پیروزی و برتری بر دیگری بود روی داد که تقریباً پنج سال به درازا انجامید. در نهایت با پیروزی ایران در نبرد مراد تپه، عثمانی‌ها درخواست صلح کردند و تمامیت ارضی ایران را به رسمیت شناختند و همچنین برتری و حاکمیت ایران بر قفقاز را پذیرفتند.

## جنگ صفویان و عثمانی ۱۷۳۰–۱۷۳۲
در غیاب نادر، شاه تهماسب دوم فرصت را برای ابراز وجود خود غنیمت شمرد و برای بازپس‌گیری سرزمین‌های اشغالی غرب ایران به سوی تبریز حرکت کرد و حاکمی را که نادر نصب کرده بود عزل کرد در جمادی‌الثانی ۱۱۴۳ آخر دسامبر ۱۷۳۰ شاه از اصفهان عازم مقابله عثمانی‌ها شد. در ایروان از نیروهای عثمانی شکست خورد. شاه مجبور به عقب‌نشینی به همدان شد با وجود تجدید قوا، سپاه قزلباش چهار پنج هزار تلفات داده و توپخانه خود را به جا گذاشت و شاه به اصفهان عقب‌نشینی کرد. عثمانی‌ها که از این پیروزی شاد بودند و به شتاب تمام مقدّمات صلح را در بغداد طرح‌ریزی کردند. بنا بر این قرارداد اراضی جنوب ارس به ایران داده می‌شد و نواحی شمالی این رود نیز به عثمانی تعلّق می‌گرفت.

## عزل تهماسب دوم
نادر پس از اینکه افغان‌ها را در هرات سرکوب کرد توجه خود را به غرب کشور معطوف کرده و برای این کار، او با مطیع ساختن ترکمن‌ها و افغان‌ها بدین خواسته خود رسید، سپس با سپاهی فراوان به سوی غرب حرکت کرد تا این‌که به اصفهان رسید، شاه تهماسب را مشغول به عیش و عشرت کرد و با تأیید بزرگان او را در تاریخ ۱۴ربیع الاوّل ۱۱۴۵/ ۴سپتامبر۱۷۳۲ از سلطنت عزل و پسر هشت‌ماهه او را به سلطنت انتخاب کرد و خود نایب السلطنه شد.

## جنگ نادر با عثمانی‌ها
نادر پس از خلع شاه طهماسب دوم برای جنگ با عثمانی ابتدا عازم کرکوک شد و پس از رسیدن نیروهای آذربایجان به او بغداد را به محاصره گرفت ۲۵ شوال ۱۱۴۵/ ۱۰ آوریل ۱۷۳۲. نادر قریب یک سال بغداد را در محاصره داشت و با اینکه قحطی در میان مردم آنجا افتاد احمد پاشا دلیرانه مقاومت کرد. عاقبت سلطان عثمانی سردار شهیر خود توپال عثمان پاشا را که مدّتها در اروپا در جنگهای با مسیحیان مجرّب شده و به پیروزی‌هایی به دست آورده بود با ۱۰۰۰۰۰ تن سپاهی به مدد احمد پاشا فرستاد. با آمدن قوای تازه‌نفس توپال عثمان پاشا سپاهیان ایران عقب‌نشینی کردند و به کرمانشاه رفتند و احمد پاشا نیز در ۷ صفر ۱۱۴۶/ ۲۰ ژوئیه ۱۷۳۳ توانست بغداد را نجات دهد. نادر پس از اینکه عده و عُده بسیاری را جمع کرد در ۲۲ ربیع‌الثانی ۱۱۴۶ از همدان عازم عراق عرب شد و در کنار رود دیاله بیست هزار نفر سپاهیان عثمانی را که در آنجا مقیم بودند مغلوب و پراکنده‌ساخت و با اینکه در اینجا شنید که محمّد خان بلوچ حاکم کهگیلویه و خوزستان طغیان کرده به آن اعتنایی ننمود و راه کرکوک را پیش گرفت و در قریه لیلان سه فرسنگی کرکوک سپاه توپال عثمان پاشا را شکست داد سپس بطرف دیاله برگشت تا سپاه خراسان و کرمان و اردلان و کرمانشاه نیز برسند و برای گرفتن بغداد حرکت کنند. برگشتن نادر به طرف دیاله توپال عثمان پاشا را باین خیال انداخت که سردار ایران به علّت ضعف قوا عقب‌نشینی کرده به همین پندار به عقب او تاخت ولی سپاه او در مقابله با لشکریان ایران شکست خوردند و توپال عثمان پاشا کشته شد. در اوایل جمادی‌الثانیّ ۱۱۴۶ احمد پاشا والی بغداد با نادر بنام دولت عثمانی صلح کرد.

## جنگ نادر با عثمانی‌ها پس از سرکوب شورش محمد خان بلوچ
نادر چون خاطرش از جانب محمّد خان بلوچ آسوده شد از اصفهان به سوی آذربایجان رفت و در اردبیل معلوم بر او شد که پاشاهای عثمانی از قبول مصالحه‌ای که او و احمد پاشا بسته بودند نارضایتی دارند و دولت عثمانی نیز عبدالله پاشا کوپریلی‌زاده والی مصر را با لشکری تازه بسمت ایران روانه داشته و اختیار جنگ و صلح را به او داده‌است. خان افشار بدون تأمّل از اردبیل به شروان که تحت تسلط سرخای خان لکزی دست نشانده سلطان عثمانی بود تاخت و در ۲۵ ربیع الاوّل ۱۱۴۷ از نهر کورا گذشته داخل شماخی شد و سرخای فرار کرد و از پاشاهای مقیم تفلیس و گنجه کمک خواست. نادر سردار معروف خود طهماسب قلی خان جلایر را که از کار فارس و دفع محمّد خان بلوچ آسوده شده بود به تعقیب سرخای فرستاد و سرخای پس از یکی دو شکست دیگر که از دست سپاهیان ایران به بلاد چرکس گریخت و داغستان به تصرّف درآمد. نادر پس از آسوده شدن خیالش از داغستان به گنجه رفت و صفی خان بغایری را هم به محاصره تفلیس فرستاد. نادر به مدد تعلیمات سفیر روس و مهندسینی که به دعوت او از باکو آمدند محاصره را شدّت داد روس‌ها به دلیل دخالت خان کریمه در روسیه در بهار سال ۱۱۴۸ در گنجه عهدنامه اتحادی بر ضدّ عثمانی با ایران بستند. در موقعی که نادر و سرداران او به محاصره این چهار قلعه مشغول بودند عبد اللّه پاشا با ۰۰۰، ۷۰ سوار و ۰۰۰، ۵۰ پیاده برای رویارویی با سپاه نادر به حدود ایروان آمد و در جلگه باغ آورد یا مرادتپّه با او روبرو شد. نادر در ۲۶ محرّم ۱۱۴۸ در این محلّ لشکر عثمانی را شکستی عظیم داد. در نتیجه این فتح گنجه و تفلیس هر دو تسلیم شدند لیکن ایروان و قارص هنوز پایداری می‌کردند. اولیای عثمانی احمد پاشا والی بغداد را مأمور عقد صلح با طهماسب قلی‌خان کردند و حاضر شدند که ایروان را هم تسلیم کنند بشرط آنکه قارص به تصرّف ایشان بماند. به این ترتیب در اوایل سال ۱۱۴۸ صلح سابق بین عثمانی و طهماسب قلی‌خان از طرف باب عالی تصویب شد و ولایات غربی و شمال غربی ایران مسترد گردید.